# Die Killertomaten schlagen zurück
Die Killertomaten schlagen zurück (Originaltitel: The Killer Tomatoes Strike Back) ist ein US-amerikanischer Comedy-/Science-Fiction-Film aus dem Jahr 1990. Er ist die Fortsetzung des Films Die Rückkehr der Killertomaten aus dem Jahr 1988. Der Nachfolgefilm The Killer Tomatoes Eat France! wurde 1991 gedreht, erschien aber nicht in Deutschland bzw. auf Deutsch.

## Handlung
In einem Waldstück werden zwei Leichen entdeckt. Um diese Morde aufzuklären, wird der kindische Detektiv Lance Boyle – der von seinen Polizeikollegen nur „Der Spinner“ genannt wird – von seinem Vorgesetzten Captain Wilbur Finletter an den Tatort geschickt. Ihm steht die „Tomatologin“ Kennedi Johnson zur Seite, die ihn davon überzeugen will, dass die Täter Killertomaten waren. 
Zunächst kann Detektiv Boyle es nicht glauben, dass böse, mutierte Killertomaten für die Morde verantwortlich sind. Erst nachdem Miss Kennedi Johnson sich selbst nur mit Mühe zwei Angriffen von Killertomaten entziehen kann, und er Zeuge eines dritten Angriffes wird, wobei er Miss Johnsons Leben rettet, ändert er seine Meinung. Danach machen sie sich auf die Suche nach dem Schuldigen. Mit Hilfe der gutartigen „Wuscheltomate“ findet man diesen auch bald; es ist der wahnsinnige Tomaten-Experte Professor Mortimer Wundbrand, der den absurden Plan hat, die Welt mit Hilfe seiner aggressiven Gemüse-Züchtungen in seine Gewalt zu bekommen. Getarnt als TV-Talkmaster Jeronahew plant er, mit dem „Telegedankenmanipulator“ von einer Fernsehstation aus, die vor dem Fernseher verharrenden Couch-Potatoes in hirnlose Zombies zu verwandeln und ihnen seinen Willen aufzuzwingen, um so die Weltherrschaft an sich zu reißen. Auch hat er bereits die Medien unter seiner Kontrolle. Dann lässt er die Tomatologin Miss Kennedi Johnson von seinen Killertomaten in sein Hauptquartier entführen. Detektiv Boyle nimmt daraufhin die Verfolgung auf.
Im „Tempel der Früchte“, wo Miss Johnson als Beilage für ein riesiges Sandwich ein Festessen für die versammelten Killertomaten werden soll, kommt es zum Showdown. Als ihre Niederlage schon besiegelt zu sein scheint, kann Miss Johnson sich mit der Hilfe von Detektiv Boyle, der ihr nachgeeilt ist, befreien. Als Professor Wundbrand im Getümmel aus Versehen mit Dünger in Kontakt kommt, greifen ihn seine Killertomaten an und der Kampf ist beendet.

## Kritiken
„Völlig überdrehte Nonsens-Komödie, die zwar einige launige Szenen und originelle Parodien klassischer Filmszenen (z. B. die Dusch-Szene aus ‚Psycho‘) enthält, letztlich aber den Zuschauer mehr ermüdet als unterhält.“

„Absurder Nonsens mit ein paar vermatschten Gags.“